# 99 (getal)
99 (negenennegentig) is het natuurlijke getal volgend op 98 en voorafgaand aan 100.
In de Franse taal (vooral in Frankrijk) is het getal 99 samengesteld uit meerdere telwoorden: quatre-vingt-dix-neuf (4 × 20 + 10 + 9). Andere Franstaligen, zoals de Belgen en de Zwitsers, gebruiken: nonante neuf.
99 is een Kaprekargetal.
Toepassen van {\displaystyle a^{2}-b^{2}=(a-b)(a+b)} met a=10 en b=1 levert op dat
{\displaystyle 99=10^{2}-1=(10-1)(10+1)=9\cdot 11}

## Overig
99 is ook:
- het jaar A.D. 99, 1699, 1799, 1899 en 1999
- het atoomnummer van het scheikundig element Einsteinium (Es)
- 99 Schone Namen van God
- het bekende rugnummer van Wayne Gretzky